# Cadence (naam)

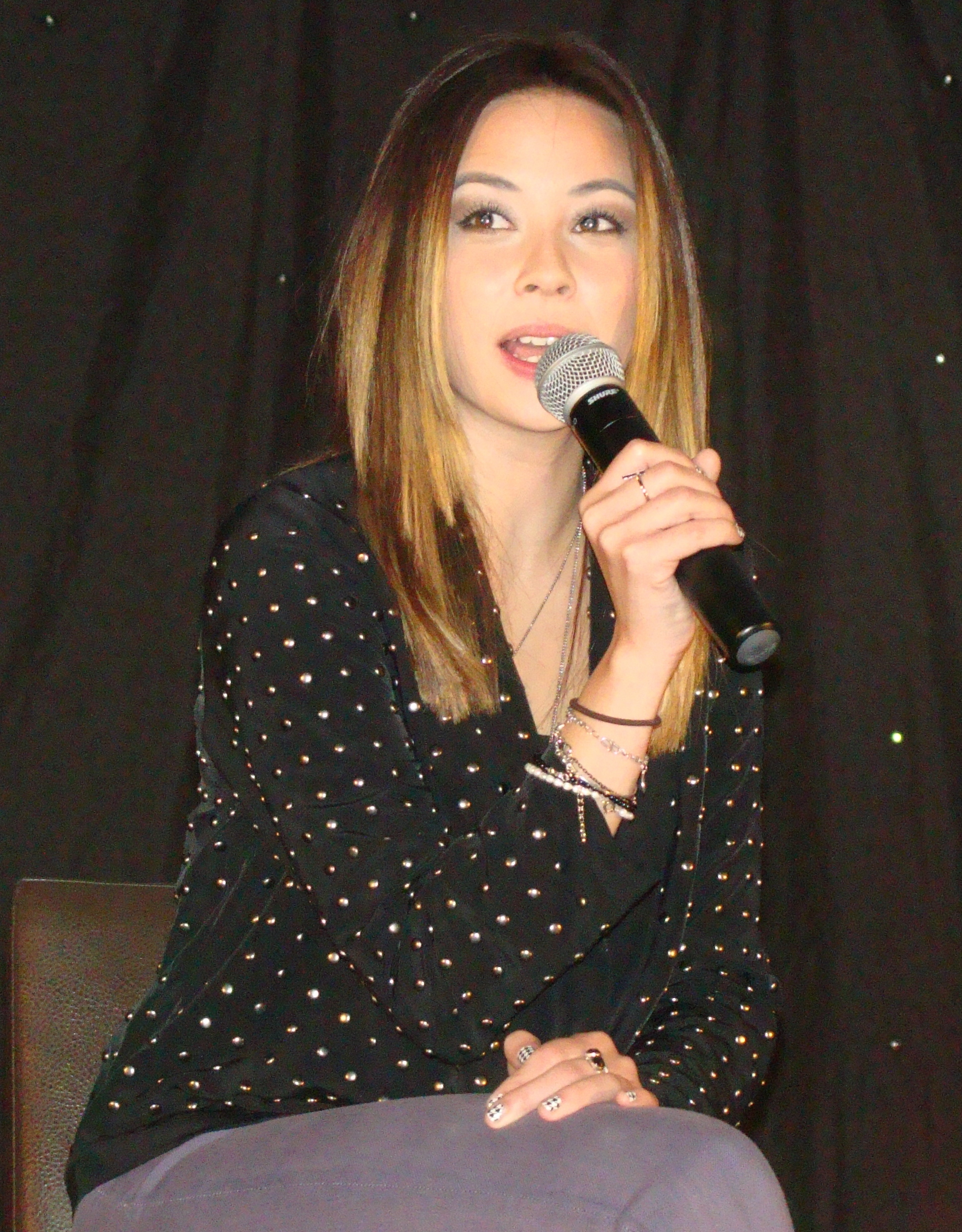
Malese Jow, de actrice die de rol vertolkt van Cadence Nash in The Troop

Cadence is een Engelstalige voornaam voor meisjes. In Nederland komt de naam nauwelijks voor. Cadence wordt fonetisch uitgesproken als Keej-dèns. De naam zou ofwel afkomstig zijn van het Latijnse woord cadence, dat ritme of cadans betekent, ofwel de vrouwelijke vorm zijn van de jongensnaam Caden, dat zoon van Cadán betekent.

## Naamdragers
- Cadence Flaherty, personage in de film American Wedding uit 2003, gespeeld door January Jones[4]
- Cadence Nash, personage in de televisieserie The Troop, gespeeld door Malese Jow[5]